# 이스마일 1세
샤 아불 무자파르 이스마일 이븐 셰이흐 하이다르 이븐 셰이흐 주나이드, 일명 이스마일 1세(아제르바이잔어: Şah İsmayıl, 페르시아어: شاه اسماعیل; 생몰년: 1487년 7월 17일, 아르다빌 ~ 1524년 3월 23일, 타브리즈 인근; 재위기간: 1501년 ~ 1524년)는 이란 사파비 제국의 초대 샤한샤이다.
이스마일은 1501년에 키질바시의 도움으로 왕조를 세우고 샤를 자칭했다. 그는 시아파 이슬람교를 국교로, 타브리즈를 수도로 정한 뒤에 이란의 전 지역을 차례로 정복해 나갔다. 그 후 1510년 경 아불 하이르 왕조를 격파하여 동쪽으로는 아무다리야강, 서쪽으로는 유프라테스강에 이르는 대제국을 건설하였다. 그러나 1514년 오스만 제국의 셀림 1세와 전쟁을 벌이다 찰디란 전투에서 크게 패하였다. 이 전투 후 오스만 군은 수도인 타브리즈를 점령하였다가 곧 철수했으나, 사파비 제국은 결국 메소포타미아·아르메니아의 땅을 잃었다. 그러나 죽을 때까지 오스만 제국에 복수를 하지는 못 했다.
이스마일의 사후에는 그의 아들인 타흐마스프 1세가 10세의 어린 나이에 왕위를 계승했다.

## 생애
1488년 7월 9일, 이스마일의 아버지 하이다르가 백양조의 군대에 패배하고, 그 자신은 전사했다. 그 이후 이스마일의 형들도 연이은 전쟁에서 전사하여 이스마일 1세가 사파비 종단의 지도자가 되었다. 1499년, 12세의 이스마일은 길란의 숲 속에서 나타나 이란의 패권을 차지하기 위한 싸움에 참가하기 시작했다. 그로부터 2년 뒤인 1501년, 이스마일은 타브리즈를 점령하여 사파비 제국을 세우게 되었다. 이후 이스마일은 약 10년만에 이란 고원 북부를 점령하여, 그의 키질바시 세력민들은 그를 거의 신적인 존재로 여겼다. 1510년에는 메르브에 주둔하고 있던 아불 하이르 왕조의 무함마드 샤이바니 칸을 급습하여 포로로 잡은 뒤에 목을 벰으로서 오랜 전쟁의 종지부를 찍었다.(메르브 전투) 이를 통해 그는 영토를 아무다리야강변까지 넓힐 수 있었다.
그러나 서부에서는 동부와 달리 이스마일은 승승장구하지 못 했다. 당시 아나톨리아를 지배하던 오스만 제국은 순니파 무슬림이었기 때문에 시아파를 신봉하던 사파비 제국은 못마땅하게 생각했다. 더구나 사파비 제국은 그 세력을 꾸준히 넓혀 오스만 제국의 영역을 넘보았다. 이에 셀림 1세는 사파비 제국을 선제 공격했다. 강력한 신식 무기로 무장한 오스만군은 사파비군을 찰디란에서 쉽게 제압한다.(찰디란 전투) 이 전투 후 셀림 1세는 타브리즈를 점령하였다가 철수한다. 이스마일 1세는 이 수치스러운 패배 이후 한 번도 웃지 않았다고 전해진다.
찰디란 전투 이후 이스마일은 전투에 나서지 않았다. 그 대신 그는 오스만 제국을 견제하기 위해 유럽의 여러 국가들과 동맹을 맺으려 애썼다. 그러나 가시적인 성과를 거두지는 못 했다.
1524년 3월 23일, 이스마일 1세는 타브리즈 인근에서 죽음을 맞이했다. 이후 그는 아르다빌에 있는 가문의 영묘에 안장되었다. 그의 뒤를 이은 것은 타흐마스프 1세였는데, 그때 그는 고작 10세였다. 이 때문에 키질바시들의 섭정이 시작되었고, 이후 점차 키질바시 세력이 강해졌다. 때문에 이스마일의 후계자들은 16세기 내내 키질바시의 독립에 반대하는 투쟁을 해야했다.

## 가족들

### 부모
- 부친 : 하이다르 사파비 태자(太子)
- 모친 : 할리마 베키

### 형제와 자매
- 큰형 히다야트 알리 (Hidayat Ali)
- 작은형 세이예드 이브라힘 (Seyyed Ibrahim)
- 누나 파티마 (Fatima Soltan-Begom)
- 누이동생, 아브디벡 샤믈루 (Abdi Beg Shamlu)의 처
- 누이동생, 셰이크샤 야사르 (Sheikh Shah Yasar)의 처

### 부인들
- 샤히 벡 카놈 (Shahi-Beg Khanom), 타흐마스프 1세의 모후
- 칸 벡 카놈 (Khan-Beg Khanom)
- 타즐루 카놈 (Tejlu Khanom)

### 아들들
- 장남 : 타흐마스프 1세 모자페르
- 차남 : 쉬르반의 알카스프
- 3남 : 호라산 및 아르데빌의 나세르-샴
- 4남 : 루스탐 (일찍 죽음)
- 5남 : 칸다하르의 바흐람
- 6남 : 호세인 (일찍 죽음)

### 딸들
- 장녀 : 풀라나 (오토만 제국 무라트 황자비)
- 차녀 : 자니슈 (아미르 두바즈 모자페르, 소위 술탄 구르칸의 처)
- 3녀 : 파리칸 (원래는 칼릴 술탄의 처, 다르빗슈 모하메드가 재취)
- 4녀 : 카니슈 (누레딘 니메툴라 야즈디의 처)
- 5녀 : 제이나브 (모하메드칸 샤라프 우갈리 타칼루의 처였으나, 찰데란 전투 후에 남편은 전사하고 형부인 오토만 제국의 무라트 황자의 재취로 납치 되었다)
- 6녀 : 파랑기즈 (일찍 죽음)
- 7녀 : 마힌바누 (일찍 죽음)
- 8녀 : 압돌라칸 우즈타즐루의 처

| 전임 없음 | 사파비 제국의 파디샤 1501년 ~ 1524년 | 후임 타흐마스프 1세 |

## 참고 문헌
1. 짐 마셀로스, “제국의 종말,” 《아시아의 대제국들》, 짐 마셀로스 엮음, 박경혜 옮김(서울: 푸른길, 2012), p.220.
2. ↑  짐 마셀로스, “제국의 종말,” 《아시아의 대제국들》, 짐 마셀로스 엮음, 박경혜 옮김(서울: 푸른길, 2012), p.220.
3. 1 2 3 4  Roger M. Savory, Ahmet T. Karamustafa, “ESMĀʿĪL I ṢAFAWĪ,” Encyclopaedia Iranica, Online Edition, December 15, 1998, available at this.
4. 1 2  유흥태, 《이란의 역사》(서울: 살림, 2008), p.45-46.
5. 1 2  유흥태, 《이란의 역사》(서울: 살림, 2008), p.46.
6. ↑  스티븐 데일, “유럽 팽창 시대의 이슬람권,” 《사진과 그림으로 보는 케임브리지 이슬람사》, 프랜시스 로빈슨 편집, 손주영, 송경근, 황병하 옮김(서울: 시공사, 2002), p.112-13.
7. ↑  유흥태, 《이란의 역사》(서울: 살림, 2008), p.45.
8. ↑  스티븐 데일, “유럽 팽창 시대의 이슬람권,” 《사진과 그림으로 보는 케임브리지 이슬람사》, 프랜시스 로빈슨 편집, 손주영, 송경근, 황병하 옮김(서울: 시공사, 2002), p.115.